# Бруфорд, Билл
Уи́льям (Билл) Скотт Бру́форд (англ. William Scott Bruford; 17 мая 1949, Севенокс, Кент, Англия) — британский барабанщик, известный своим яростным, виртуозным, полиритмичным стилем игры. На протяжении своей музыкальной карьеры Бруфорд играл со многими известными музыкантами и группами. Наиболее известен в связи с участием в группах Yes (1969 — 1973) и King Crimson (1973 — 1996).
Бруфорд был первым барабанщиком известной британской прог-рок-группы Yes, с которой он записал первые пять студийных альбомов, включая Close to the Edge (1972). Позже играл в King Crimson, Genesis, UK и многих других коллективах, со многими известными музыкантами, занимался сольными проектами (Earthworks и другие).
В списке «100 величайших барабанщиков всех времён» журнала Rolling Stone занимает 16 место, так же как и в списке 50 лучших барабанщиков рока по версии журнала Classic Rock.

## Биография

### Ранние годы
Бруфорд родился 17 мая 1949 года в Севеноксе (Кент) в семье ветеринарного хирурга. В возрасте тринадцати лет после просмотра игры американских джазовых барабанщиков в телесериалах, шедших на канале BBC Two, решил заняться игрой на барабанах. По его словам, наибольшее внимание на него оказали американский барабанщики Макс Роуч, Joe Morello, Арт Блэйки и британец Джинджер Бейкер. Во время учебы в школе-интернате Бруфорд подружился с несколькими поклонниками джаза, один из которых был барабанщиком, который давал Бруфорду уроки импровизации и учебник американского джазового барабанщика Джима Чапина. В 1966 и 1967 годах Бруфорд выступал в составе квартета The Breed, исполнявшего соул. После этого пытался играть в составе разных малоизвестных групп, но этот опыт не был успешным.
В возрасте 19 лет Бруфорд поселился в квартире на севере Лондона и разместил объявление о поиске работы ударника в журнале Melody Maker. Его заметил Джон Андерсон, бывший в то время вокалистом психоделической рок-группы Mabel Greer's Toyshop, состоящей из басиста Криса Сквайра и гитариста Клайва Бейли, которые искали замену своему уходящему барабанщику. Все четверо встретились 7 июня 1968 года, Андерсон был настолько впечатлен игрой Бруфорда, что пригласил его сыграть с группой в тот вечер в колледже в Дептфорде. Весь их репертуар состоял из песни «In the Midnight Hour» американского блюзового исполнителя Уилсона Пикетта, поскольку это была единственная песня, которую все они могли сыграть, но Бруфорд был впечатлён способностью группы петь гармонично. После выступления Бруфорду поступило несколько предложений присоединиться к соул-группам, но он решил остаться с Андерсоном и Сквайром, которые взялись за формирование новой группы. Все четверо приступили к репетиции, которые закончились тем, что вместо Клайва Бейли появились два новых участника: Питер Бэнкс (гитары, вокал) и Тони Кей (клавишные). Новая группа взяла название Yes.

### Семидесятые

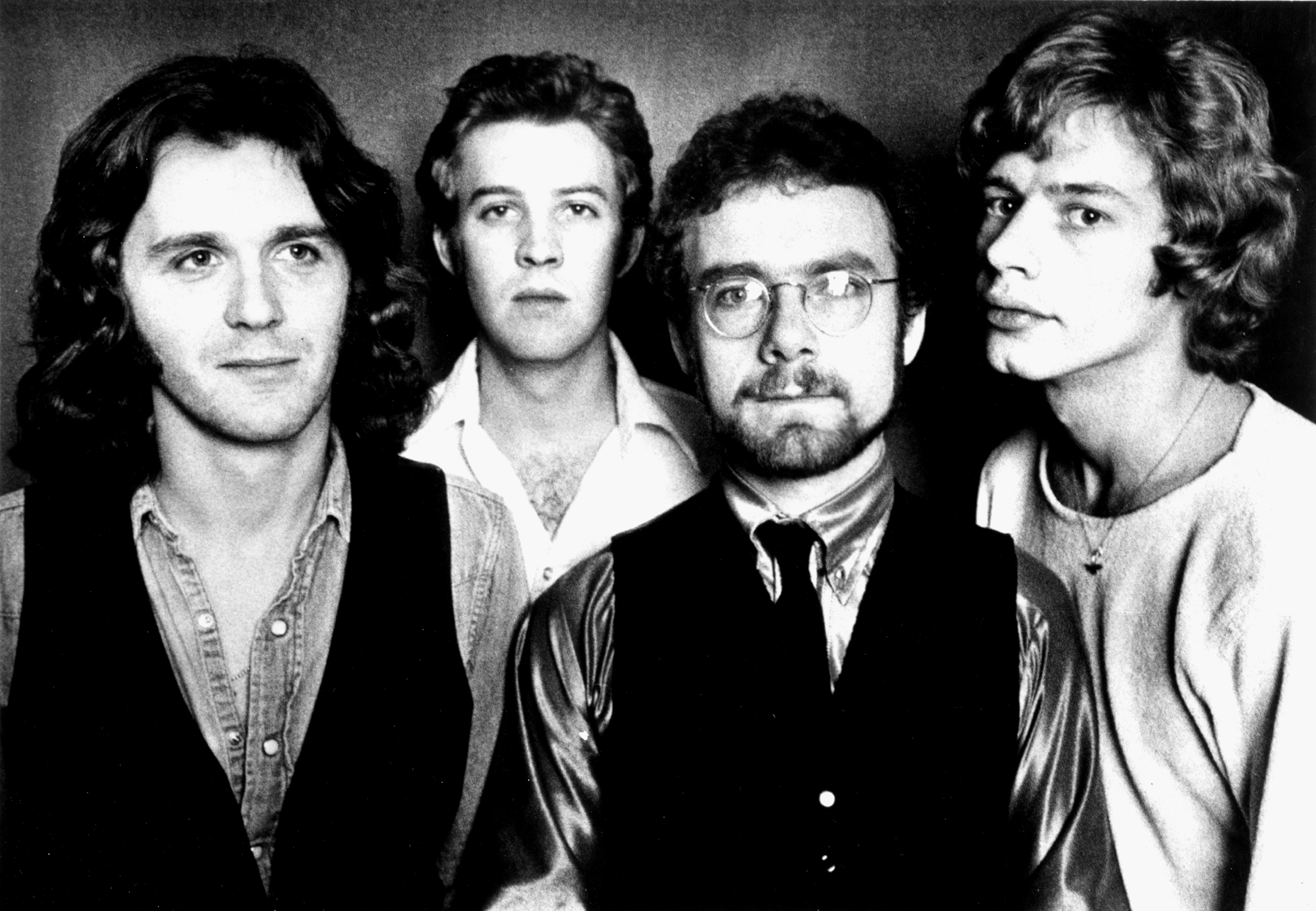
King Crimson в 1974 г. Слева направо: Уэттон, Кросс, Фрипп, Бруфорд.

В составе Yes Бруфорд записал первые пять студийных альбомов: Yes (1969), Time and a Word (1970), The Yes Album (1971), Fragile (1972), Close to the Edge (1972). По его воспоминаниям, в Yes он часто имел разногласия с другими участниками, прежде всего, Андерсоном и Сквайром, что в конце концов побудило его принять решение об уходе из группы. В июле 1972 года, после записи альбома Close to the Edge, Бруфорд покинул Yes и присоединился к King Crimson. Репетиции начались в сентябре 1972 года, после чего последовал обширный тур по Великобритании. Позже Бруфорд вспоминал, что большое влияние на него как на музыканта оказал перкуссионист Джейми Мьюир, также бывший в то время участником King Crimsom. Бруфорд участвовал в записи студийных альбомов Larks' Tongues in Aspic (1973), Starless and Bible Black (1974), Red (1974), а также концертного альбома USA(1975). После этого в сентябре 1974 года лидер King Crimson Роберт Фрипп распустил группу.
После распада King Crimsom Бруфорд начал сотрудничать с разными музыкантами и группами, также иногда работая как сессионный музыкант. В 1975 г. он участвовал в записи сольного альбома Криса Сквайра Fish out of Water. С марта по июль 1976 года он гастролировал с группой Genesis в рамках их тура 1976 года по Северной Америке и Европе в поддержку альбома A Trick of the Tail, первого концертного тура после ухода Питера Гэбриэла, что заставило ударника Фила Коллинза исполнять ведущий вокал. Бруфорд знал Коллинза несколько лет и предложил свои услуги как ударника, пока Genesis не найдет постоянную замену. Бруфорд участвует в фильме Genesis: In Concert и концертных альбомах Seconds Out  (1977) и Three Sides Live (1982). В 1978 году Бруфорд выпустил свой дебютный сольный альбом Feels Good to Me. В том же году вместе с Джоном Уэттоном он образовал группу UK, исполнявшую прогрессивный рок и просуществовавшую до 1980 года, хотя сам Бруфорд покинул группу ещё раньше, после выхода их первого альбома U.K.

### Восьмидесятые и после
В 1981 году Роберт Фрипп возродил King Crimson в новом составе и с новым звучанием. Бруфорд вернулся в King Crimson и группа в новом составе записала студийные альбомы Discipline (1981), Beat (1982) и Three of a Perfect Pair (1984), а также несколько концертных. В это время Бруфорд использовал акустическую и электронную гибридную ударную установку Simmons. Бруфорд использовал барабаны Simmons в течение следующих пятнадцати лет, поскольку они позволяли ему играть запрограммированные аккорды и использовать звуковые эффекты, которые расширили его музыкальную палитру. В 1984 году Фрипп вновь распустил группу. Бруфорд назвал записанный в тот период концертный альбом Absent Lovers: Live in Montreal (издан в 1998) одним из лучших рок-альбомов, на которых он когда-либо играл.
После этого Бруфорд продолжал сотрудничать с разными музыкантами, в частности, записал два альбома с бывшим участником Yes Патриком Моразом. В 1986 году сформировал свою джазовую группу под названием Earthworks, которая просуществовала до 2009 года.
В 1988 году Джон Андерсон создал альтернативный проект, стремясь возродить классическое звучание Yes. В состав группы вошли другие бывшие участники Yes — Рик Уэйкман, Стив Хау и Билл Бруфорд. Группа взяла имя ABWH (составленное из первых букв имён участников) и в 1989 году, пригласив бас-гитариста Тони Левина, записала свой единственный студийный альбом.
В 1994 году Роберт Фрипп снова возродил King Crimson. В состав нового коллектива вошли старые участники Белью и Левин (бас-гитара, стик Чепмена), а также новые участники Трей Ганн (гитара Уорра) и Пэт Мастелотто (ударные). Кроме того, в группу вернулся Бруфорд, и таким образом в ней оказалось два ударника. Фрипп объяснил, что однажды днём 1992 года у него было видение «двойного трио» с двумя барабанщиками. Позже Бруфорд сказал, что он уговорил Фриппа принять его в группу в последнюю минуту и что Фрипп придумал объяснение использованию двух ударников позже. В новом составе King Crimson Бруфорд участвовал в записи альбомов VROOOM (1994), THRAK (1995) и двух концертных альбомов. Фрипп был недоволен качеством новой музыки, разрабатываемой группой. Длительные трения и разногласия между ним и Бруфордом привели к тому, что последний решил навсегда покинуть King Crimson. Возникшая в результате плохая атмосфера и отсутствие написанного материала почти полностью разрушили группу. В результате шестеро участников решили работать в четырёх меньших коллективах (или «фрактализациях», как их называл Фрипп), известных как «ProjeKcts»: «ProjeKct One», «ProjeKct Two», «ProjeKct Three», «ProjeKct Four» и «ProjeKct X», а позднее — «ProjeKct Five» и «ProjeKct Six». Это позволило продолжить разработку идей и поиск нового направления без трудностей, связанных со сбором всех шести музыкантов одновременно. С 1997 по 1999 год первые четыре ProjeKct выступали вживую в США и Великобритании и выпустили записи, демонстрирующие высокую степень свободной импровизации с влиянием джаза, индастриала, техно и драм-н-бейса. Музыкальный критик Дж. Консидайн (J.D. Considine) охарактеризовал их как «часто потрясающие», но лишённые мелодичности. После того, как Бруфорд отыграл четыре концерта с «ProjeKct One» в декабре 1997 года, он покинул King Crimson, чтобы возобновить работу со своей собственной джазовой группой Earthworks.
В 2009 году прекратил активную концертную деятельность и студийную работу.

## Дискография
Yes
- Yes (1969)
- Time and a Word (1970)
- The Yes Album (1971)
- Fragile (1972)
- Close to the Edge (1972)
- Yessongs (1973, live)
- Union (1991)

King Crimson
- Larks' Tongues in Aspic (1973)
- Starless and Bible Black (1974)
- Red (1974)
- USA (1975, recorded live 1974)
- Discipline (1981)
- Beat (1982)
- Three of a Perfect Pair (1984)
- The Great Deceiver (1992, запись живых выступлений 1973—1974)
- VROOOM (1994)
- THRAK (1995)
- B’Boom: Live in Argentina (1995, запись живого выступления 1994)
- THRaKaTTaK (1996, recorded live 1995)
- The Night Watch (1997, запись живого выступления 1973)
- Absent Lovers (1998, запись живого выступления 1984)
- Live At The Jazz Café (1999 как часть The ProjeKcts, запись живого выступления 1997)
- VROOOM VROOOM (2001, запись живых выступлений 1995—1996)

Steve Howe
- Beginnings (1975)
- The Steve Howe Album (1979)
- Turbulence (1991)

Chris Squire
- Fish Out of Water (1975)

Absolute Elsewhere
- In Search Of Ancient Gods (1976)

Pavlov’s Dog
- At the Sound of the Bell (1976)

UK
- U.K. (1978)

Bruford
- Feels Good to Me (1978)
- One of a Kind (1979)
- Bruford — Rock Goes To College (1979, выпущено в 2006)
- Gradually Going Tornado (1980)
- The Bruford Tapes (1980, запись живого выступления)
- Master Strokes: 1978—1985 (1986, компиляция)

Genesis
- Seconds Out (1977, живое выступление)
- Three Sides Live (1982, живое выступление)
- Genesis Archive 2: 1976-1992 (2000, живое выступление)

Duo with Patrick Moraz
- Music for Piano and Drums (1983)
- Flags (1985)

Anderson, Bruford, Wakeman & Howe
- Anderson Bruford Wakeman Howe (1989)
- An Evening of Yes Music Plus (1993)

Orchestral project with Steve Howe
- Symphonic Music of Yes (1993)

Earthworks
- Earthworks (1987)
- Dig? (1989)
- All Heaven Broke Loose (1991)
- Stamping Ground: Bill Bruford’s Earthworks Live (1994, живое выступление)
- Heavenly Bodies (1997, компиляция)
- A Part & Yet Apart (1999)
- Sound of Surprise (2001)
- Footloose and Fancy Free (2002, живое выступление)
- Random Acts of Happiness (2004, живое выступление)

Annette Peacock
- X Dreams (1978)
- Been In The Streets Too Long (1983)

With The New Percussion Group of Amsterdam
- Go Between (1987)

Bruford with Ralph Towner and Eddie Gomez
- If Summer Had Its Ghosts (1997)

Bruford Levin Upper Extremities
- Bruford Levin Upper Extremities (1998)
- B.L.U.E. Nights (2000, live)

Gordian Knot
- Emergent (2003)

Tim Garland
- Random Acts of Happiness (2004)
- Earthworks Underground Orchestra (2006)

Michiel Borstlap
- Every Step a Word, Every Word a Song (2004)
- In Two Minds (2007)

David Torn
- Cloud About Mercury (1986)

Kazumi Watanabe
- The Spice Of Life (1987)
- The Spice Of Life Too (1988)